# Богданов, Алексей Алексеевич (химик)
Алексе́й Алексе́евич Богда́нов (род. 11 октября 1935, Москва) — советский и российский химик. Академик РАН (1994; член-корреспондет АН СССР с 1984). Профессор химического факультета МГУ, главный научный сотрудник отдела химии и биохимии нуклеопротеидов и заместитель директора НИИ ФХБ им. А. Н. Белозерского.
Главными направлениями научной деятельности являются биоорганическая химия и молекулярная биология.

## Биография
В 1958 году окончил химический факультет МГУ, там же обучался в аспирантуре под руководством М. А. Прокофьева. Тема, защищённой в 1962 году кандидатской диссертации: «Пептиды, ковалентно связанные с РНК». В 1973 году защищает докторскую диссертацию по теме «РНК-белковые взаимодействия в рибосомах». Всё это время работает на химфаке МГУ, где так же в 1973 году получает звание профессора. В 1985 году становится заведующим кафедрой химии природных соединений химического факультета. В то же время с 1969 года работал в Институте физико-химической биологии им. А. Н. Белозерского МГУ, где до 2002 года заведовал отделом химии и биохимии нуклеопротеидов и выполняет обязанности заместителя директора. С 2001 года — главный научный сотрудник того же отдела.
В 1984 году избран членом-корреспондентом АН СССР, а в 1994 году — действительным членом РАН.
Член Европейской Академии Наук (с 2000 года), иностранный член Академии наук Литвы (с 2002 года).
Автор более чем 180 работ.
Заместитель главного редактора журнала «Биохимия»

## Научные достижения
Научные исследования А. А. Богданова лежат в области биохимии комплексов нуклеиновых кислот с белками. В 1960-х годах для ДНК и высокополимерных РНК им было доказано существование природных ковалентных соединений нуклеиновых кислот с белками, что положило начало новому направлению в биохимии. А. А. Богданов также открыл явление разворачивания рибосом и совместно с А. С. Спириным показал принципиальную возможность их самосборки. Со своими сотрудниками Богданов выполнил ряд работ по изучению превращения РНК в рибосомах и предложил новый метод структурного анализа РНК, позволяющий разрывать их цепочки в произвольных участках. Разработанный метод применяется для синтеза рекомбинантных РНК, а также для изучения их функций. Богдановым при помощи фотоаффиной химической модификации выявлена тонкая структура функциональных центров рибосомы, в частности её декодирующего центра. Изучена пространственная структура и функции 5S РНК в рибосоме.

## Преподавательская деятельность
А. А. Богданов преподаёт на химическом факультете МГУ. В 1961—1962 годах им создан практикум по химии белка и нуклеиновых кислот. В разные годы читал такие курсы как «Основы молекулярной биологии», «Нуклеиновые кислоты: структура и функции», «Химические основы биологических процессов». В Институте физико-химической биологии А. А. Богдановым в 1996 году организована лекционная программа по молекулярной и клеточной биологии. Принимал участие в написании трёх учебников по химии нуклеиновых кислот и молекулярной биологии. Читал курсы лекций в Массачусетском университете в Амхерст и других университетах мира.

## Награды
- Орден Александра Невского (18 мая 2022) — за большой вклад в развитие науки и многолетнюю добросовестную работу[1]
- Орден Почёта (6 сентября 1996) — за заслуги перед государством и большой личный вклад в развитие науки[2]
- Орден Дружбы (18 января 2005) — за заслуги в научной и педагогической деятельности и большой вклад в подготовку высококвалифицированных специалистов[3]
- Лауреат Государственной премии СССР по науке и технике (1986) — за цикл работ «Структурные основы биосинтеза белка на рибосомах» (1962—1984)
- Почётная грамота Правительства Российской Федерации (21 декабря 2024) — за заслуги в научно-исследовательской деятельности, развитии образования и многолетнюю плодотворную работу
- Премия им. М. В. Ломоносова I степени (МГУ, 1997)
- Премия Гумбольдта (2000)
- Премия имени М. М. Шемякина (РАН, 2001) — за цикл работ «Структурно-функциональный анализ РНК в сложных рибонуклеопротеидах»
- Премия имени А. Н. Белозерского (РАН, 2016) — за цикл работ «Рибосома: функциональные центры и ингибиторы»

## Основные работы
- Нуклеиново-белковое взаимодействие. М., 1975 (совм. с Р. К. Летневой);
- Шабарова З.А., Богданов А.А. Химия нуклеиновых кислот и их компонентов. — М.: Химия, 1978. — 584 с.
  - Zoe Shabarova, Alexey Bogdanov. Advanced Organic Chemistry of Nucleic Acids. — Weinheim: VCH, 1994. — 588 S. — ISBN 3527290214.
- Агол В. И., Богданов А. А., Гвоздев В. А. Молекулярная биология. Структура и биосинтез нуклеиновых кислот / отв. ред. А. С. Спирин. — М.: Высшая школа, 1990. — 351 с. — ISBN 5060000869.